# Gregory Olsen
Gregory Hammond Olsen (ur. 20 kwietnia 1945 w Brooklynie w Nowym Jorku) – amerykański milioner, wynalazca i właściciel dziesięciu patentów w dziedzinie elektroniki. Trzeci turysta kosmiczny.

## Wykształcenie
- 1962 – ukończył średnią szkołę w Ridgefield, stan New Jersey.
- 1966 – otrzymał licencjat z fizyki na Fairleigh Dickinson University, stan New Jersey.
- 1968 – uzyskał tytuł magistra fizyki oraz licencjat z elektrotechniki i elektroniki na tym samym uniwersytecie.
- 1971 – otrzymał tytuł naukowy doktora z zakresu materiałoznawstwa na University of Virginia, stan Wirginia.

## Praca zawodowa
- 1971–1972 – pracownik naukowy południowoafrykańskiego uniwersytetu w Port Elizabeth.
- 1972–1983 – pracownik laboratorium kompanii RCA w centrum naukowym Sarnoffa.
- 1984 – założył firmę EPITAXX Inc. zajmującą się urządzeniami optycznymi. Sprzedał ją w 1990 za 12 milionów dolarów.
- 1991 – został jednym z założycieli firmy Sensors Unlimited Inc. w Princeton w stanie New Jersey, która zajmuje się opracowywaniem i produkcją m.in. kamer podczerwieni i wszelkiego rodzaju superczułych czujników. Obecnie jest prezesem firmy.

## Przygotowania do lotu w kosmos
- 5 kwietnia 2004 – rozpoczął badania medyczne w Instytucie Problemów Medyczno-Biologicznych (ИМБП) i został dopuszczony do treningu specjalistycznego. Początkowo jego lot został zaplanowany na wiosnę 2005 roku. Po pewnym czasie pojawiły się informacje o możliwości włączenia Olsena do załogi Sojuza TMA 5, którego lot wyznaczony był na październik 2004. Oficjalnie nie zostało to jednak nigdy potwierdzone.
- 14 kwietnia 2004 przystąpił do wstępnego przeszkolenia teoretycznego w Centrum Przygotowań Kosmonautów. Zapoznawał się z urządzeniami statku kosmicznego oraz stacji orbitalnej. Przygotowania obejmowały również naukę języka rosyjskiego. Podczas ćwiczeń fizycznych lekarze uznali, że nie jest zdolny do lotu kosmicznego z uwagi na źle tolerowane przeciążenia.
- 22 czerwca 2004 wycofano go z przygotowań do lotu.
- Wiosna 2005 – Olsen ponownie przeszedł komisję lekarską.
- 4 maja 2005 otrzymał zgodę Głównej Komisji Medycznej (ГМК) na powrót do rozpoczętych wcześniej przygotowań.
- 16 maja 2005 w Centrum Przygotowań Kosmonautów im. J.A. Gagarina przystąpił do treningu. Program przygotowań przewidywał m.in. naukę języka rosyjskiego, kontynuację kursu zapoznającego Olsena z systemami statku kosmicznego Sojuz oraz stacji kosmicznej, ćwiczenia fizyczne, przygotowanie medyczno-biologiczne, trening na wypadek sytuacji nadzwyczajnych.
- 30 maja 2005 międzynarodowa grupa specjalistów z zakresu medycyny uznała, że jest zdolny do krótkotrwałego lotu kosmicznego. Wkrótce od specjalnej komisji otrzymał rekomendację do włączenia go w skład 9. załogi odwiedzającej Międzynarodową Stację Kosmiczną.
- Na odbywającym się w Kanadzie w dniach 20-22 czerwca 2005 posiedzeniu Międzynarodowej Komisji ds. formowania załóg Międzynarodowej Stacji Kosmicznej został zatwierdzony jako uczestnik lotu kosmicznego oraz rekomendowany do podstawowej załogi statki kosmicznego Sojuz TMA-7.

## Sojuz TMA 7
1 października 2005 o godzinie 3:55 (UTC) z kosmodromu Bajkonur wystartował w kosmos na pokładzie statku Sojuz TMA-7. Razem z nim polecieli William McArthur i Walerij Tokariew, którzy jako 12 stała załoga MSK pozostali w kosmosie do kwietnia 2006. Olsen razem z 11 załogą MSK – Siergiejem Krikalowem i Johnem Phillipsem w statku kosmicznym Sojuz TMA-6 powrócił na Ziemię 11 października 2005.
Stowarzyszenie Uczestników Lotów Kosmicznych (Association of Space Explorers) przyznało mu Universal Astronaut Insignia za lot orbitalny (nr 437).

## Wykaz lotów
| Loty kosmiczne, w których uczestniczył Gregory H. Olsen                | Loty kosmiczne, w których uczestniczył Gregory H. Olsen | Loty kosmiczne, w których uczestniczył Gregory H. Olsen | Loty kosmiczne, w których uczestniczył Gregory H. Olsen | Loty kosmiczne, w których uczestniczył Gregory H. Olsen | Loty kosmiczne, w których uczestniczył Gregory H. Olsen | Loty kosmiczne, w których uczestniczył Gregory H. Olsen |
| №                                                                      | Data startu                                             | Statek kosmiczny                                        | Data lądowania                                          | Statek kosmiczny                                        | Funkcja                                                 | Czas trwania                                            |
| ---------------------------------------------------------------------- | ------------------------------------------------------- | ------------------------------------------------------- | ------------------------------------------------------- | ------------------------------------------------------- | ------------------------------------------------------- | ------------------------------------------------------- |
| 1                                                                      | 1 października 2005                                     | «Sojuz TMA 7»                                           | 11 października 2005                                    | «Sojuz TMA 6»                                           | „kosmiczny turysta”                                     | 9 dni 21 godzin 14 minut i 55 sekund                    |
| Łączny czas spędzony w kosmosie — 9 dni 21 godzin 14 minut i 55 sekund |                                                         |                                                         |                                                         |                                                         |                                                         |                                                         |